# Bundesautobahn 20

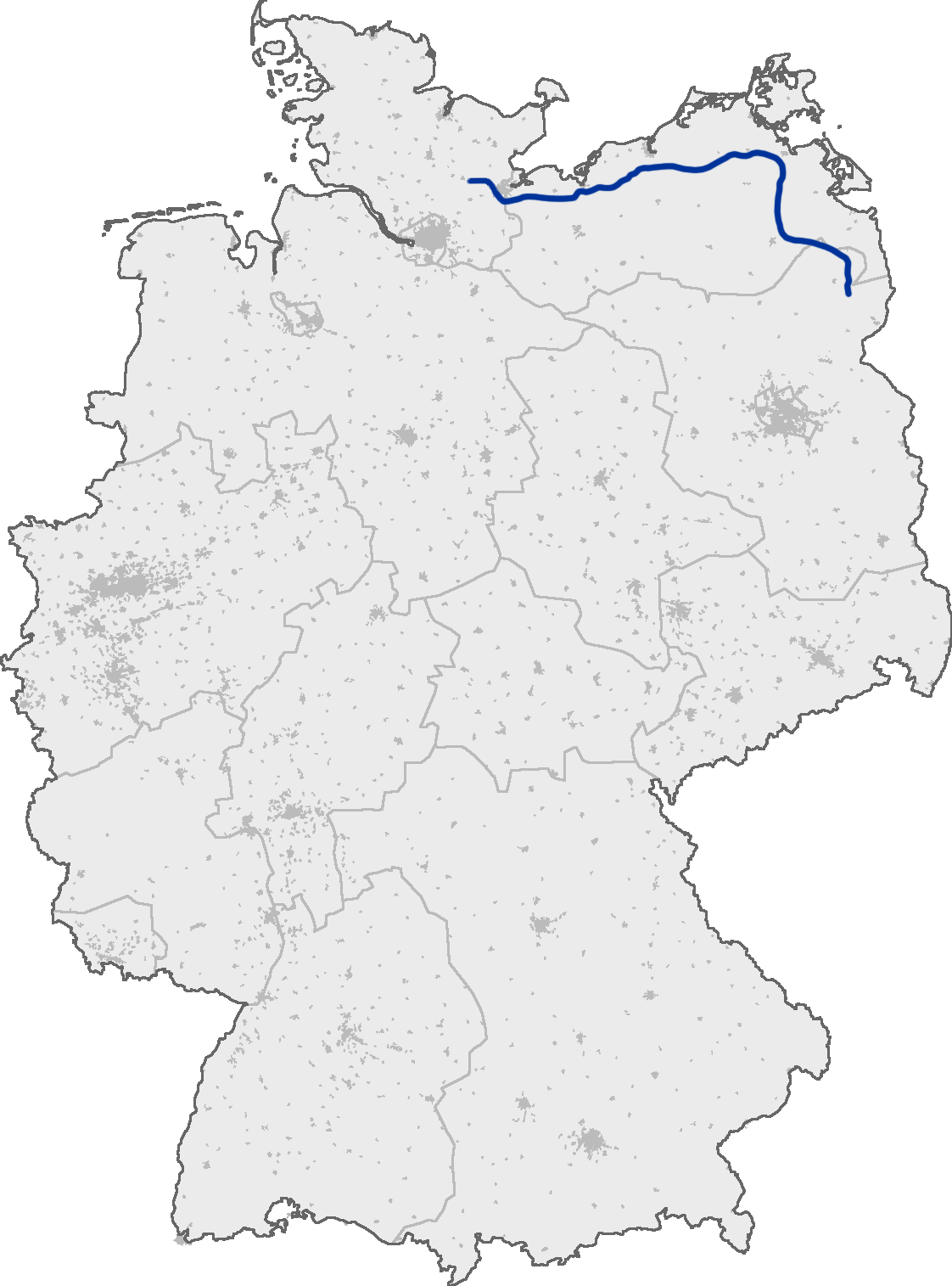
Mapa da localização da auto-estrada A20

Bundesautobahn 20 (em português: Auto-estrada Federal 20) ou A 20, é uma auto-estrada na Alemanha.
A Bundesautobahn 20 tem 323 km de comprimento.

## Estados
Estados percorridos por esta auto-estrada:
- Schleswig-Holstein
- Mecklemburgo-Pomerânia Ocidental
- Brandemburgo